# Équipe du Ghana féminine de football
Cet article traite de l'équipe féminine. Pour l'équipe masculine, voir Équipe du Ghana de football.
Maillots
L'équipe du Ghana féminine de football est constituée par une sélection des meilleures joueuses ghanéennes sous l'égide de la Fédération du Ghana de football.

## Classement FIFA
| Année              | 2003 | 2004 | 2005 | 2006 | 2007 | 2008 | 2009 | 2010 | 2011 | 2012 | 2013 | 2014 | 2015 | 2016 | 2017 | 2018 |
| ------------------ | ---- | ---- | ---- | ---- | ---- | ---- | ---- | ---- | ---- | ---- | ---- | ---- | ---- | ---- | ---- | ---- |
| Classement mondial | 50   | 50   | 50   | 47   | 45   | 43   | 44   | 50   | 50   | 51   | 48   | 50   | 50   | 45   | 46   | 50   |
| Classement CAF     | 2    | 2    | 2    | 2    | 2    | 2    | 2    | 2    | 2    | 3    | 3    | 2    | 3    | 2    | 2    |      |

## Palmarès

### Parcours enCoupe du monde
- 1991 : non qualifié
- 1995 : non qualifié
- 1999 : 1er tour
- 2003 : 1er tour
- 2007 : 1er tour
- 2011 : non qualifié
- 2015 : non qualifié
- 2019 : non qualifié

### Parcours auxJeux olympiques d'été
- 1996 : non qualifié
- 2000 : non qualifié
- 2004 : non qualifié
- 2008 : non qualifié
- 2012 : non qualifié
- 2016 : non qualifié
- 2020 : à determiner

### Parcours enCoupe d'Afrique des nations
- 1991 : 1er tour
- 1995 : 2e tour
- 1998 :  Finaliste
- 2000 :  Troisième
- 2002 :  Finaliste
- 2004 :  Troisième
- 2006 :  Finaliste
- 2008 : Phase de groupes
- 2010 : Phase de groupes
- 2012 : Qualifications
- 2014 : Phase de groupes
- 2016 :  Troisième
- 2018 : Phase de groupes
- 2022 :  Qualifications
- 2024 :  Troisième

### Parcours auxJeux africains
- 2003 : non qualifiée
- 2007 :  Troisième
- 2011 :  Finaliste
- 2015 :  Vainqueur
- 2019 :non qualifiée

### Autres compétitions
- Vainqueur du Tournoi féminin de la zone B de l'UFOA en 2018
- Troisième du Tournoi féminin de la zone B de l'UFOA en 2019